# اچ‌ام‌اس دریدنوت (۱۹۰۶)
اچ‌ام‌اس دریدنوت (به انگلیسی: HMS Dreadnought) یک نبردناو نیروی دریایی بریتانیا بود که سال ۱۹۰۶ تولید شد. طراحی این نبردناو انقلابی در زمینه کشتی‌های جنگی به حساب می‌آمد به گونه‌ای که نام آن، «دریدنوت»، بر یک نسل از نبردناوها نهاده شد و تمامی نبردناوهای پیش از آن «پیش‌دریدنوت» نام گرفتند. ورود دریدنوت به عرصه، مرحله جدیدی از مسابقه تسلیحاتی دریایی بین بریتانیا و آلمان پیش جنگ جهانی اول را سبب گشت.
دریدنوت نخستین کشتی بزرگ جنگی بود که توان خود را از توربین بخار می‌گرفت. این مسئله آن را به پرسرعت‌ترین نبردناو جهان در هنگام تکمیل بدل ساخت.

## ساخت

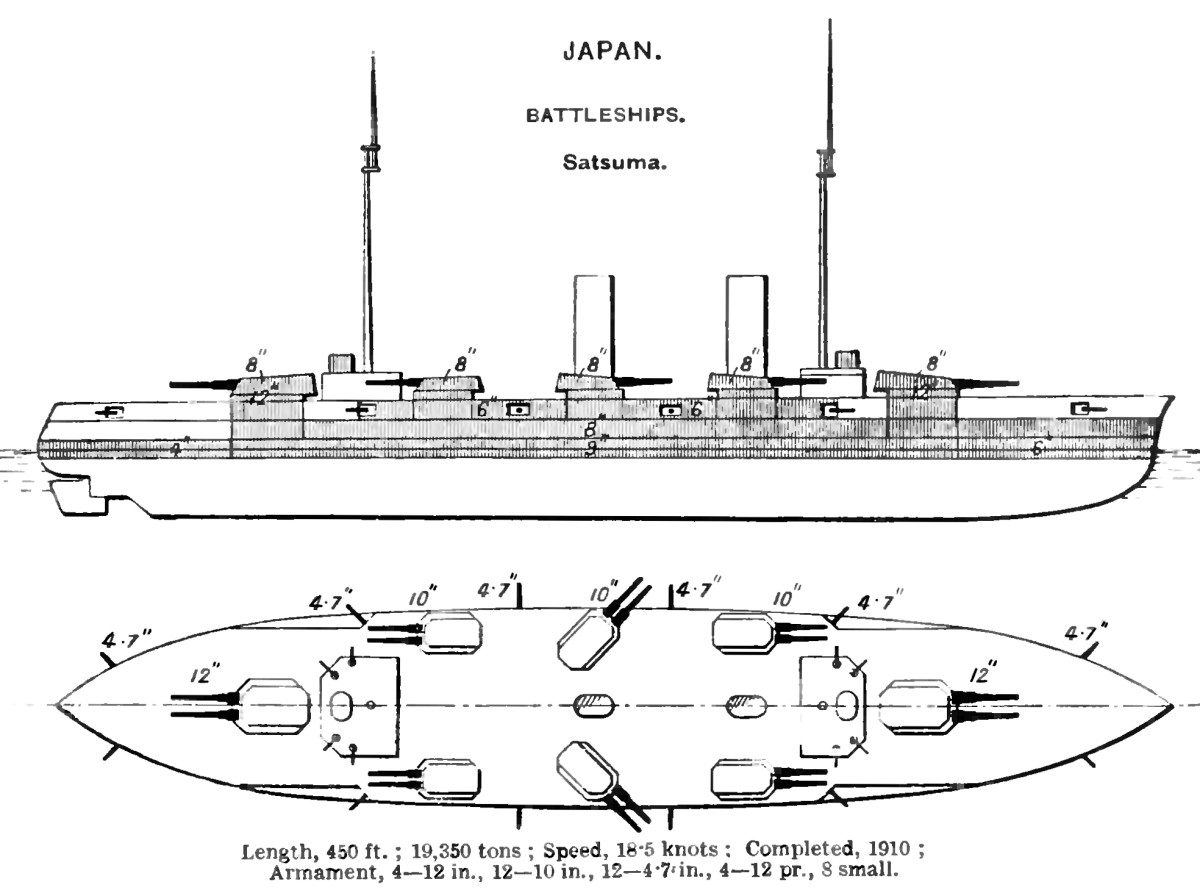
نقشه کشتی

کار ساخت اچ‌ام‌اس دریدنوت از ماه اکتبر سال ۱۹۰۵ در کشتی‌سازی پورتسموث آغاز شد. به منظور انجام سریع فرایند ساخت تمامی مواد اولیه بسیار پیش‌تر از آغاز کار در پورتسموث گرد آورده شده بود.
این کشتی پس از ۱۹ هفته ساخت‌وساز، روز ۱۰ فوریه سال ۱۹۰۶ به آب انداخته شد. این عمل به صورت تشریفاتی با بریده شدن آخرین مهار، توسط ادوارد هفتم، پادشاه بریتانیا که یونیفورم دریابد ناوگان بر تن داشت، صورت گرفت. دریابان کارل فون کورپر به نمایندگی از ویلهلم دوم، امپراتور آلمان، در این مراسم حضور داشت. به آب انداخته شدن دریدنوت مهم‌ترین حادثه دریایی منتهی به جنگ جهانی اول بود.
دریدنوت شش هفته بعد برای نخستین بار برای انجام آزمایش اولیه بخار، وارد دریا شد. در این زمان کار ساخت آن هنوز به پایان نرسیده بود.
این کشتی یک موفقیت بزرگ برای بریتانیا به حساب می‌آمد و آغازگر عصر جدیدی در توسعه نبردناوها بود. نام این نبردناو بر تمامی کشتی‌های جنگی هم نوع متعاقب نهاده شد که "نبردناو دریدنوت" یا به اختصار "دریدنوت" نام گرفتند. ظهور دریدنوت موجب به پا شدن یک مسابقه تسلیحاتی دریایی گسترده بین قدرت‌های جهانی مخصوصاً بریتانیا و امپراتوری آلمان شد.

## ویژگی‌ها

### تسلیحات
این نبردناو ۱۸۰۰۰ تنی با ده توپ ۱۲ اینچ (۳۰۵ میلیمتر) در پنج برجک دو لول تسلیح شده بود. این تسلیحات توان آتش بیشتری نسبت به مجموع هر دو نبردناو موجود دیگر به دریدنوت می‌بخشید. بدین ترتیب، می‌توان گفت، طراحی‌های پیشین تقریباً «یک شبه» «منسوخ» شدند و به زودی عنوان جمعی «پیش‌دریدنوت» را بر آن‌ها نهادند.

### پیش‌ران
دریدنوت نیرو محرکه خود را از ترکیبی از دیگ‌های بخار و توربین‌ها می‌گرفت و قادر بود به حداکثر سرعت ۲۱ گره (۳۹ کیلومتر بر ساعت)، بیش از ۳ گره (۶ کیلومتر بر ساعت) سریع‌تر از نبردناوهای پیشین، برسد. بدین شکل، دریدنوت سریع‌ترین نبردناو زمان خود بود. این کشتی در جریان کارآزمایی دریایی بیش از ۱۱ هزار کیلومتر را با سرعت ۱۷٫۵ گره طی کرد که بسیار فراتر از قابلیت هر کشتی جنگی دیگر در آن زمان بود.

## تاریخچه عملیاتی
دریدنوت ماه دسامبر سال ۱۹۰۶ وارد خدمت در نیروی دریایی بریتانیا شد. به عقیده برخی مسابقه تسلیحاتی دریایی به اندازه‌ای شدت گرفته بود که خود دریدنوت پیش از آن که وارد خدمت شود منسوخ به حساب می‌آمد.
دریدنوت فعالیت بسیار اندکی در جنگ جهانی اول داشت و تنها درگیری‌های جزئی را تجربه کرد.